# Arcas ducalis
Arcas ducalis is een vlinder uit de familie van de Lycaenidae. De wetenschappelijke naam van de soort werd als Thecla ducalis in 1851 gepubliceerd door John Obadiah Westwood.